# Julio Correal
Julio Hernán Correal Triana (Tocaima, Colombia, 22 de julio de 1963) es un actor colombiano de cine y televisión. Inició su trayectoria en la televisión colombiana interpretando a Álex Chicamocha en La mujer en el espejo. Años más tarde debutó en la pantalla grande, destacándose su participación en películas como Te busco, El trato, Soñar no cuesta nada, Las cartas del gordo, Buscando a Miguel y Los actores del conflicto. Otras de sus participaciones en televisión incluyen El cartel de los sapos, 5 viudas sueltas, Tres Caínes y La viuda negra, entre muchas otras.Actualmente es el presidente de la Asociación Colombiana de Actores ACA.

## Filmografía

### Televisión
- Enfermeras (2021)
- Interiores (2021) — Vecino[3]
- Verdad oculta (2020) — Rodolfo Jimenes
- La Nocturna 2 (2020) — Edil Luis Contreras
- Más allá Del tiempo (2019) — Porfirio Barba Jacob
- La ley del corazón 2 (2018)
- Sobreviviendo a Escobar, alias JJ (2017) — Dr Dangond
- Las Vega's (2016) — Juez Juan Domínguez
- Sinú, río de pasiones (2016)
- Laura, la santa colombiana (2015)
- La viuda negra (2014) — Otalvaro
- Comando Élite (2013) Don Bizo
- Tres Caínes (2013) — Doble Cero
- Escobar, el patrón del mal (2012) — Tomás Pereira (Jacobo Torregrosa)
- 5 viudas sueltas (2013) — Hernan
- Las santísimas (2012) — Armando
- Amor sincero (2010) — Joaquín Restrepo
- Aquí no hay quien viva (2008) — Julio Alzate Rojas (Ep: Éranse unas alumnas PT1)
- Nuevo rico, nuevo pobre (2008) — Milton
- El cartel de los sapos (2008) — General Jorge Millán (Jaime Hernán Pineda Pispis)
- La traición (2008) — Inspector Nicolas Duarte
- Zorro: la espada y la rosa (2007) — Pirata
- Hasta que la plata nos separe (2006-2007) - Policía
- Por amor a Gloria (2005) — Illich Rozo
- Casados con Hijos (2004)  — Carlitos
- La venganza (2003) — León
- La mujer en el espejo (1997) — Alex Chicamocha

## Cine
- Demental (2014)
- Los actores del conflicto (2008) — Comandante Antonio
- Buscando a Miguel (2007) — Jairo
- Esto huele a mal (2007) — Investigador CTI
- Las cartas del gordo (2006) — Doctor
- Soñar no cuesta nada (2006) — Mayor Loaiza
- El trato (2005)
- Te busco (2002) — Miguel